# Okrouhlá (Karlovy Vary)
Okrouhlá (in tedesco Scheibenreuth) è un comune della Repubblica Ceca facente parte del distretto di Cheb, nella regione di Karlovy Vary.

## Geografia fisica
I comuni limitrofi sono Trpěš e Lipoltov a nord, Tuřany a nord-est, Velká Šitboř e Úval a est, Žírnice a sud-est, Salajna, Dolní Lažany e Horní Lažany a sud, Žirnice a sud-ovest, Stebnice e Dřenice a ovest e Jesenice nord-ovest.

## Storia
La prima menzione scritta riguardante il paese risale al 1299.

## Monumenti
- Edificio costruito nel XIV secolo, nel 1888 venne convertito in un castello. Dal 1990, è diventato proprietà privata
- Rovere di Waldstein, a fianco al quale c'è una quercia di circa 400 anni, con un tronco di 6,74 m circonferenza, è considerato un albero protetto